# Coupe du monde de bobsleigh
La coupe du monde de bobsleigh est une compétition annuelle de bobsleigh. Elle est composée de plusieurs épreuves où chaque bobeur(se) marque des points en vue du titre au général. Le vainqueur est celui qui a additionné le plus de points. Cette compétition se gagne sur la régularité des compétiteurs, puisqu'il ne s'agit pas d'une épreuve d'un jour comme aux Championnats du monde ou aux Jeux Olympiques.
Elle est organisée par la fédération internationale de bobsleigh et de tobogganing (FIBT) et a lieu annuellement depuis 1985 pour les hommes, 1995 pour les femmes.
Les vainqueurs du classement général bob à 2 (femmes et hommes), bob à 4 et combinés se voient remettre un gros Globe de cristal.

## Organisation
Chaque année, plusieurs pistes sont choisies parmi les villes candidates, après ce choix, un nombre limité d'épreuves est retenu. La compétition est organisée la FIBT qui par le biais des sponsors rémunèrent les compétiteurs en fonction de leurs classements. Pour réduire les frais, les épreuves hommes et femmes sont organisées le même weekend sur la même piste.

## Système des points
À chaque épreuve dans la saison, des points sont attribués en fonction du classement selon le tableau ci-dessous (répartition à partir de la saison 2008) :
| Place  | 1er | 2e  | 3e  | 4e  | 5e  | 6e  | 7e  | 8e  | 9e  | 10e | 11e | 12e | 13e | 14e | 15e | 16e | 17e | 18e | 19e | 20e | 21e | 22e | 23e | 24e | 25e | 26e | 27e |
| ------ | --- | --- | --- | --- | --- | --- | --- | --- | --- | --- | --- | --- | --- | --- | --- | --- | --- | --- | --- | --- | --- | --- | --- | --- | --- | --- | --- |
| Points | 225 | 210 | 200 | 192 | 184 | 176 | 168 | 160 | 152 | 144 | 136 | 128 | 120 | 112 | 104 | 96  | 88  | 80  | 74  | 68  | 62  | 56  | 50  | 45  | 40  | 36  | 32  |

## Palmarès
: actif en 2023-2024

### Classement général - Hommes - Bob à 4
| Année | Vainqueur                 | Deuxième            | Troisième              |
| 2025  | Francesco Friedrich       | Johannes Lochner    | Brad Hall              |
| 2024  | Francesco Friedrich       | Johannes Lochner    | Adam Ammour            |
| 2023  | Francesco Friedrich       | Brad Hall           | Johannes Lochner       |
| 2022  | Francesco Friedrich       | Justin Kripps       | Rostislav Gaitiukevich |
| 2021  | Francesco Friedrich       | Benjamin Maier      | Justin Kripps          |
| 2020  | Francesco Friedrich       | Johannes Lochner    | Justin Kripps          |
| 2019  | Francesco Friedrich       | Oskars Ķibermanis   | Johannes Lochner       |
| 2018  | Johannes Lochner          | Francesco Friedrich | Nico Walther           |
| 2017  | Alexander Kasjanov        | Rico Peter          | Steven Holcomb         |
| 2016  | Maximilian Arndt          | Francesco Friedrich | Rico Peter             |
| 2015  | Oskars Melbardis          | Alexander Kasjanov  | Maximilian Arndt       |
| 2014  | Maximilian Arndt          | Steven Holcomb      | Thomas Florschuetz     |
| 2013  | Aleksandr Zubkov          | Oskars Melbardis    | Manuel Machata         |
| 2012  | Aleksandr Zubkov          | Maximilian Arndt    | Manuel Machata         |
| 2011  | Manuel Machata            | Steven Holcomb      | Aleksandr Zubkov       |
| 2010  | Steven Holcomb            | Janis Minins        | André Lange            |
| 2009  | Aleksandr Zubkov          | Janis Minins        | André Lange            |
| 2008  | André Lange               | Aleksandr Zubkov    | Janis Minins           |
| 2007  | Ievgueni Popov            | Steven Holcomb      | Martin Annen           |
| 2006  | Aleksandr Zubkov          | Pierre Lueders      | Martin Annen           |
| 2005  | Alexandre Zoubkov         | Martin Annen        | Pierre Lueders         |
| 2004  | André Lange               | Aleksandr Zubkov    | Todd Hays              |
| 2003  | André Lange               | Sandis Prūsis       | Ralph Rüegg            |
| 2002  | Martin Annen              | André Lange         | Christian Reich        |
| 2001  | André Lange               | Sandis Prūsis       | Matthias Benesch       |
| 2000  | Marcel Röhner             | Sandis Prūsis       | Pierre Lueders         |
| 1999  | Christoph Langen          | Marcel Röhner       | André Lange            |
| 1998  | Harald Czudaj             | Marcel Röhner       | Hubert Schösser        |
| 1997  | Marcel Röhner             | Wolfgang Hoppe      | Gunther Huber          |
| 1996  | Wolfgang Hoppe            | Christoph Langen    | Chris Lori             |
| 1995  | Pierre Lueders            | Mark Tout           | Dirk Wiese             |
| 1994  | Hubert Schösser           | Dirk Wiese          | Mark Tout              |
| 1993  | Brian Shimer              | Chris Lori          | Wolfgang Hoppe         |
| 1992  | Wolfgang Hoppe            | Gustav Weder        | Mark Tout              |
| 1991  | Gustav Weder              | Ingo Appelt         | Chris Lori             |
| 1990  | Chris Lori                | Māris Poikāns       | Dietmar Falkenberg     |
| 1989  | Ingo Appelt               | Gustav Weder        | Peter Kienast          |
| 1988  | Ingo Appelt Peter Kienast |                     | Volker Dietrich        |
| 1987  | Matt Roy                  | Wolfgang Hoppe      | Peter Kienast          |
| 1986  | Ekkehard Fasser           | Walter Delle Karth  | Matt Roy               |
| 1985  | Jeffrey Jost              |                     |                        |

### Classement général - Hommes - Bob à 2
| Année | Vainqueur           | Deuxième            | Troisième              |
| 2025  | Francesco Friedrich | Johannes Lochner    | Brad Hall              |
| 2024  | Francesco Friedrich | Emīls Cipulis       | Johannes Lochner       |
| 2023  | Johannes Lochner    | Francesco Friedrich | Brad Hall              |
| 2022  | Francesco Friedrich | Justin Kripps       | Rostislav Gaitiukevich |
| 2021  | Francesco Friedrich | Johannes Lochner    | Dominik Dvořák         |
| 2020  | Francesco Friedrich | Oskars Ķibermanis   | Justin Kripps          |
| 2019  | Francesco Friedrich | Oskars Ķibermanis   | Nico Walther           |
| 2018  | Justin Kripps       | Francesco Friedrich | Chris Spring           |
| 2017  | Francesco Friedrich | Steven Holcomb      | Won Yun-jong           |
| 2016  | Won Yun-jong        | Nico Walther        | Uģis Žaļims            |
| 2015  | Oskars Melbardis    | Beat Hefti          | Rico Peter             |
| 2014  | Steven Holcomb      | Beat Hefti          | Francesco Friedrich    |
| 2013  | Lyndon Rush         | Oskars Melbardis    | Manuel Machata         |
| 2012  | Beat Hefti          | Maximilian Arndt    | Alexandre Zoubkov      |
| 2011  | Aleksandr Zubkov    | Manuel Machata      | Simone Bertazzo        |
| 2010  | Ivo Rüegg           | Thomas Florschütz   | Karl Angerer           |
| 2009  | Beat Hefti          | André Lange         | Thomas Florschütz      |
| 2008  | André Lange         | Ivo Rüegg           | Aleksandr Zubkov       |
| 2007  | Steven Holcomb      | Pierre Lueders      | André Lange            |
| 2006  | Pierre Lueders      | Aleksandr Zubkov    | Todd Hays              |
| 2005  | Martin Annen        | Pierre Lueders      | Aleksandr Zubkov       |
| 2004  | Christoph Langen    | Pierre Lueders      | André Lange            |
| 2003  | Pierre Lueders      | René Spies          | André Lange            |
| 2002  | Martin Annen        | Pierre Lueders      | Christian Reich        |
| 2001  | Martin Annen        | René Spies          | André Lange            |
| 2000  | Christian Reich     | Reto Götschi        | Marcel Röhner          |
| 1999  | Christoph Langen    | Reto Götschi        | Pierre Lueders         |
| 1998  | Pierre Lueders      | Gunther Huber       | Sandis Prūsis          |
| 1997  | Pierre Lueders      | Gunther Huber       | Brian Shimer           |
| 1996  | Christoph Langen    | Pierre Lueders      | Sepp Dostthaler        |
| 1995  | Pierre Lueders      | Reto Götschi        | Gunther Huber          |
| 1994  | Pierre Lueders      | Christoph Langen    | Gunther Huber          |
| 1993  | Gunther Huber       | Gustav Weder        | Brian Shimer           |
| 1992  | Gunther Huber       | Gustav Weder        | Rudi Lochner           |
| 1991  | Wolfgang Hoppe      | Gustav Weder        | Chris Lori             |
| 1990  | Christian Schebitz  | Greg Haydenluck     | Māris Poikāns          |
| 1989  | Gustav Weder        | Detlef Richter      | Nico Baracchi          |
| 1988  | Janis Kipurs        | Volker Dietrich     | Zintis Ekmanis         |
| 1987  | Anton Fischer       | Matt Roy            | Wolfgang Hoppe         |
| 1986  | Māris Poikāns       | Vyacheslav Savlev   | Ekkehard Fasser        |
| 1985  | Anton Fischer       |                     |                        |

### Classement général - Femmes - Bob à 2
| Année | Vainqueur               | Deuxième             | Troisième                         |
| 2025  | Laura Nolte             | Kim Kalicki          | Lisa Buckwitz                     |
| 2024  | Laura Nolte             | Kim Kalicki          | Lisa Buckwitz                     |
| 2023  | Laura Nolte             | Kim Kalicki          | Kaillie Humphries                 |
| 2022  | Elana Meyers            | Laura Nolte          | Kim Kalicki                       |
| 2021  | Katrin Beierl           | Kim Kalicki          | Mariama Jamanka                   |
| 2020  | Stephanie Schneider     | Mariama Jamanka      | Christine de Bruin                |
| 2019  | Mariama Jamanka         | Stephanie Schneider  | Elana Meyers                      |
| 2018  | Kaillie Humphries       | Elana Meyers         | Mariama Jamanka                   |
| 2017  | Jamie Greubel           | Kaillie Humphries    | Elana Meyers                      |
| 2016  | Kaillie Humphries       | Jamie Greubel        | Christina Hengster                |
| 2015  | Elana Meyers            | Kaillie Humphries    | Jazmine Fenlator                  |
| 2014  | Kaillie Humphries       | Elana Meyers         | Jamie Greubel                     |
| 2013  | Kaillie Humphries       | Sandra Kiriasis      | Cathleen Martini                  |
| 2012  | Cathleen Martini        | Anja Schneiderheinze | Sandra Kiriasis                   |
| 2011  | Sandra Kiriasis         | Cathleen Martini     | Kaillie Humphries                 |
| 2010  | Sandra Kiriasis         | Kaillie Humphries    | Cathleen Martini                  |
| 2009  | Sandra Kiriasis         | Cathleen Martini     | Nicola Minichiello                |
| 2008  | Sandra Kiriasis         | Cathleen Martini     | Helen Upperton                    |
| 2007  | Sandra Kiriasis         | Shauna Rohbock       | Cathleen Martini                  |
| 2006  | Sandra Kiriasis         | Helen Upperton       | Shauna Rohbock                    |
| 2005  | Sandra Prokoff-Kiriasis | Cathleen Martini     | Susi Erdmann                      |
| 2004  | Sandra Prokoff          | Jean Racine          | Susi Erdmann Gerda Weissensteiner |
| 2003  | Sandra Prokoff          | Susi Erdmann         | Gerda Weissensteiner              |
| 2002  | Susi Erdmann            | Sandra Prokoff       | Jean Racine                       |
| 2001  | Jean Racine             | Sandra Prokoff       | Bonny Warner                      |
| 2000  | Jean Racine             | Jill Bakken          | Françoise Burdet                  |
| 1999  | Françoise Burdet        | Jean Racine          | Michelle Coy                      |
| 1998  | Françoise Burdet        |                      |                                   |
| 1997  | Françoise Burdet        |                      |                                   |
| 1996  | Françoise Burdet        |                      |                                   |
| 1995  | Claudia Bühlmann        |                      |                                   |

### Classement général - Femmes - Monobob
| Année | Vainqueur         | Deuxième       | Troisième      |
| 2025  | Lisa Buckwitz     | Breeana Walker | Laura Nolte    |
| 2024  | Lisa Buckwitz     | Breeana Walker | Laura Nolte    |
| 2023  | Kaillie Humphries | Laura Nolte    | Cynthia Appiah |

### Classement général: Combiné Hommes
| Année | Vainqueur           | Deuxième            | Troisième                         |
| 2025  | Francesco Friedrich | Johannes Lochner    | Brad Hall                         |
| 2024  | Francesco Friedrich | Johannes Lochner    | Emīls Cipulis                     |
| 2023  | Francesco Friedrich | Johannes Lochner    | Brad Hall                         |
| 2022  | Francesco Friedrich | Justin Kripps       | Rostislav Gaitiukevich            |
| 2021  | Francesco Friedrich | Johannes Lochner    | Dominik Dvořák                    |
| 2020  | Francesco Friedrich | Justin Kripps       | Oskars Ķibermanis                 |
| 2019  | Francesco Friedrich | Oskars Ķibermanis   | Nico Walther                      |
| 2018  | Justin Kripps       | Francesco Friedrich | Johannes Lochner                  |
| 2017  | Francesco Friedrich | Aleksandr Kasyanov  | Steven Holcomb                    |
| 2016  | Nico Walther        | Maximilian Arndt    | Rico Peter                        |
| 2015  | Oskars Melbārdis    | Nico Walther        | Aleksandr Kasyanov                |
| 2014  | Steven Holcomb      | Beat Hefti          | Thomas Florschütz                 |
| 2013  | Oskars Melbārdis    | Aleksandr Zubkov    | Manuel Machata                    |
| 2012  | Maximilian Arndt    | Aleksandr Zubkov    | Manuel Machata                    |
| 2011  | Manuel Machata      | Aleksandr Zubkov    | Steven Holcomb                    |
| 2010  | Steven Holcomb      | Ivo Rüegg           | Thomas Florschütz                 |
| 2009  | Aleksandr Zubkov    | Beat Hefti          | André Lange                       |
| 2008  | André Lange         | Aleksandr Zubkov    | Steven Holcomb                    |
| 2007  | Steven Holcomb      | Pierre Lueders      | André Lange                       |
| 2006  | Pierre Lueders      | Aleksandr Zubkov    | Todd Hays                         |
| 2005  | Martin Annen        | Aleksandr Zubkov    | Pierre Lueders                    |
| 2004  | André Lange         | Pierre Lueders      | Todd Hays                         |
| 2003  | André Lange         | René Spies          | Martin Annen                      |
| 2002  | Martin Annen        | Christian Reich     | André Lange                       |
| 2001  | André Lange         | Martin Annen        | Sandis Prūsis                     |
| 2000  | Marcel Röhner       | Christian Reich     | Pierre Lueders                    |
| 1999  | Christoph Langen    | Reto Götschi        | Pierre Lueders                    |
| 1998  | Pierre Lueders      | Gunther Huber       | Sandis Prūsis                     |
| 1997  | Gunther Huber       | Brian Shimer        | Pierre Lueders                    |
| 1996  | Christoph Langen    | Reto Götschi        | Chris Lori                        |
| 1995  | Pierre Lueders      | Reto Götschi        | Gunther Huber                     |
| 1994  | Pierre Lueders      | Hubert Schösser     | Mark Tout                         |
| 1993  | Brian Shimer        | Gustav Weder        | Gunther Huber                     |
| 1992  | Wolfgang Hoppe      | Gustav Weder        | Chris Lori                        |
| 1991  | Gustav Weder        | Ingo Appelt         | Chris Lori Wolfgang Hoppe         |
| 1990  | Māris Poikāns       | Chris Lori          | Wolfgang Hoppe Christian Schebitz |
| 1989  | Gustav Weder        | Detlef Richter      | Nico Baracchi                     |
| 1988  | Ingo Appelt         | Janis Kipurs        | Volker Dietrich                   |
| 1987  | Matt Roy            | Wolfgang Hoppe      | Anton Fischer                     |
| 1986  | Ekkehard Fasser     | Matt Roy            | Nick Phipps                       |
| 1985  | Anton Fischer       |                     |                                   |

### Classement général: Combiné Femmes
| Année | Vainqueur         | Deuxième      | Troisième      |
| 2025  | Laura Nolte       | Lisa Buckwitz | Kim Kalicki    |
| 2024  | Laura Nolte       | Lisa Buckwitz | Melanie Hasler |
| 2023  | Kaillie Humphries | Laura Nolte   | Kim Kalicki    |